# Dirección General de Naciones Unidas, Organismos Internacionales y Derechos Humanos
La Dirección General de Naciones Unidas, Organismos Internacionales y Derechos Humanos de España es el órgano directivo del Ministerio de Asuntos Exteriores, Unión Europea y Cooperación, adscrito a la Secretaría de Estado de Asuntos Exteriores y Globales, que tiene encomendada la propuesta y ejecución de la política exterior del Gobierno de la Nación sobre la Organización de las Naciones Unidas (ONU) y sus órganos y organizaciones subsidiarias, los foros de derechos humanos y todas aquellas organizaciones internacionales de carácter técnico.
Además, asiste e impulsa la presencia de ciudadanos españoles como personal funcionario internacional en los distintos organismos y foros de los que España forme parte, y coordina y apoya las candidaturas que España presenta a órganos unipersonales o colegiados de organizaciones y foros internacionales en los que participa.

## Historia
Este órgano directivo tiene su origen en octubre de 1957, durante la dictadura de Francisco Franco, en una época de aperturismo del régimen, que a finales de 1955 había ingresado en las Naciones Unidas.
Antes de este órgano, estas funciones eran desempeñadas por órganos con nivel inferior a Dirección General, como fue el caso de la Oficina de la Sociedad de Naciones (1935) o la Dirección de Organismos Políticos Internacionales (1951), integrada en la Dirección General de Política Exterior, que es su antecedente más inmediato.

### Primeros años
Como se ha comentado, por Decreto de 18 de octubre de 1957 la Dirección de Organismos Internacionales es elevada a la categoría de Dirección General, confiándole todos aquellos asuntos que surgieran como consecuencia de la participación de España en los organismos internacionales o de su relación con los mismos, así como las relaciones entre éstos y los distintos órganos de la Administración. El José Manuel Aniel-Quiroga Redondo, que desde 1955 se había encargado de estos asuntos, fue nombrado primer director general.
En noviembre de 1967, con el objetivo de recortar gasto público, se suprimió el órgano, refundiéndose con la también suprimida Dirección General de Relaciones Económicas para crear una nueva Dirección General de Cooperación y Relaciones Económicas Internacionales. Esta unión apenas duró dos años, pues en 1970 este órgano directivo se suprimió, restableciéndose únicamente la Dirección General de Relaciones Económicas Internacionales, mientras que lo relativo a las Naciones Unidas y otras organizaciones regresó a la Dirección General de Política Exterior. De nuevo, y como pasó con la Dirección General de Cooperación y Relaciones Económicas Internacionales, las competencias de la Dirección General de Política Exterior eran tantas y tan diversas, que acabó por separarse por materias en 1973, restableciéndose la Dirección General de Organismos Internacionales, ahora llamada «Dirección General de Organizaciones y Conferencias Internacionales».
En los años siguientes consiguió estabilidad en torno a dos subdirecciones generales, una para Naciones Unidas y otra Cooperación con Organismos Internacionales para el Desarrollo. En 1996 amplió sus competencias a asuntos de seguridad y defensa internacional, desarme y control de armamento, y se renombró como «Dirección General para las Naciones Unidas, la Seguridad y el Desarme». Se suprimió a finales de 1998, pasando las funciones sobre relaciones multilaterales a la Dirección General de Asuntos Políticos y, desde el año 2000, a la Secretaría General de Asuntos Exteriores.

### Cambios posteriores
El nuevo Gobierno en 2004 recupera este órgano directivo bajo la denominación de «Dirección General de Asuntos Internacionales de Terrorismo, Naciones Unidas y Organismos Multilaterales», órgano que asumía las competencias que originalmente tenía la Dirección General pero con competencias sobre la promoción y protección de los derechos humanos a través de una Oficina de Derechos Humanos. Tras los ataques terroristas de 2004, el Gobierno modifica la estructura del Ministerio creando una Dirección General de Asuntos Internacionales de Terrorismo, No Proliferación y Desarme independiente, renombrado este órgano como «Dirección General de Naciones Unidas, Derechos Humanos y Organismos Multilaterales».
En el año 2010, con el objetivo de reducir gasto público, se vuelven a concentrar todas las anteriores responsabilidades en un solo órgano directivo, ahora llamado «Dirección General de Asuntos Multilaterales» y, en 2012, por la misma razón, se suprime, integrando sus competencias en la Dirección General de Política Exterior.
Pasada la crisis económica, para potenciar la presencia de España en los foros sobre derechos humanos y, especialmente en la ONU, se recupera bajo la denominación de «Dirección General de Naciones Unidas y Derechos Humanos», agrupando únicamente las competencias sobre la política exterior del Gobierno en las Naciones Unidas, en organizaciones internacionales técnicas y en los foros sobre derechos humanos. En 2020, con las mismas funciones, adecuó su denominación a sus competencias, pasando a llamarse «Dirección General de Naciones Unidas, Organismos Internacionales y Derechos Humanos».
En 2022 perdió algunas funciones referentes a la Organización para la Seguridad y la Cooperación en Europa (OSCE), cuyas competencias asumió la Dirección General de Política Exterior y de Seguridad, y también sobre el Consejo de Europa, que pasaron a la Secretaría de Estado para la Unión Europea.

## Estructura y funciones
De la Dirección General dependen los siguientes órganos, a través de los cuales ejerce el resto de sus competencias:
- La Subdirección General de Naciones Unidas, a la que le corresponde asistir a la Secretaría de Estado en la definición y coordinación de la posición de España en relación con la actuación tanto en los órganos principales de las Naciones Unidas como en los órganos subsidiarios, comités y grupos de trabajo dependientes de aquellos, y la planificación y coordinación de la posición de España en relación con la prevención de conflictos y la mediación; el impulso de iniciativas e instrumentos de promoción de la diplomacia preventiva y diplomacia humanitaria; y la representación institucional de España y el seguimiento de las actividades de los organismos y foros multilaterales en la materia.
- La Subdirección General de Organismos Internacionales, órgano encargado de la gestión de las relaciones institucionales con los organismos internacionales técnicos y, en colaboración con las distintas unidades del Ministerio de Asuntos Exteriores, con otros Departamentos ministeriales, y con los órganos de otras Administraciones Públicas españolas, la coordinación de la posición española en aquellos, así como en sus órganos subsidiarios, en las agencias especializadas del sistema de las Naciones Unidas y en el sector económico y social de la organización; y la coordinación de la representación institucional de España y el seguimiento de las actividades de los organismos y foros multilaterales en los que se aborden asuntos internacionales de medio ambiente y, en particular, el cambio climático; las actividades de índole política y jurídica relacionadas con estas materias, en el marco de las Naciones Unidas y otros foros específicos en los que España participe, en colaboración con los restantes Departamentos competentes.
- La Oficina de Derechos Humanos, que es responsable de la planificación, en coordinación con las direcciones generales correspondientes, de la política exterior de España en materia de protección y promoción de los derechos humanos; de la definición y coordinación de la posición y representación institucional de España y el seguimiento de las actividades de los organismos y foros multilaterales en que se aborden los derechos humanos y, en particular, el Consejo de Derechos Humanos de las Naciones Unidas, así como todos los órganos de control de cumplimiento de los tratados internacionales de los que España forme parte; y la coordinación de la representación institucional de España y el seguimiento de las actividades de los organismos y foros multilaterales para la promoción de la democracia y el Estado de Derecho.

## Directores generales
- José Manuel Aniel-Quiroga y Redondo (1957-1960)
- Francisco Javier Elorza y Echániz (1960-1967)
- Fernando Benito Mestre (1973-1976)
- José Luis López Schümmer (1976-1979)
- Electo García Tejedor (1979-1981)
- Emilio Cassinello Aubán (1981-1982)
- José Vicente Torrente Secorun (1982-1983)
- Francisco Villar Ortiz de Urbina (1983-1987)
- Juan Manuel Cabrera Hernández (1987-1991)
- Juan López de Chicherri (1991-1996)
- Javier Garrigues Flórez (1996-2002)
- Arturo Laclaustra Beltrán (2004-2008)
- Jorge Domecq (2008-2011)
- Fernando Riquelme Lidón (2011-2012)
- Francisco Javier Sanabria Valderrama (2015-2017)
- Juan Ignacio Morro Villacián (2017-2018)
- Marcos Gómez Martínez (2018-2020)[17]
- José Javier Gutiérrez Blanco-Navarrete (2020-2021). En funciones como subdirector general de Organismos Internacionales.
- Fernando Fernández-Arias Minuesa (enero-octubre de 2021)[18]
- Cecilia Robles Cartes (2021-2024)[19]
- Lucía García Rico (2024-)[20]